# Lista de ministros das Comunicações de Portugal

Bandeira de ministro de Portugal

Júlio Martins, primeiro detentor da pasta das Comunicações, enquanto ministro do Comércio e Comunicações

Esta é uma lista de ministros detentores da pasta das Comunicações em Portugal, entre a renomeação do Ministério do Comércio para Ministério do Comércio e Comunicações a 9 de maio de 1919 e a extinção do Ministério das Obras Públicas, Transportes e Comunicações a 21 de junho de 2011, com a tomada de posse do XIX Governo Constitucional.
A lista cobre a Primeira República (1910–1926), o período ditatorial da Ditadura Militar, Ditadura Nacional e Estado Novo (1926–1974) e o atual período democrático (1974–atualidade), apresentando os ministros de ministérios que tenham incluído na sua nomenclatura a pasta das Comunicações, não se incluindo ministros de ministérios que tutelaram as Comunicações sem que estas se refletissem na nomenclatura do ministério.

## Designação
Entre 1852 e 1919, a pasta das Comunicações esteve integrada nos seguintes ministérios:
- Serviços integrados no Ministério das Obras Públicas, Comércio e Indústria — entre 30 de agosto de 1852 e 10 de outubro de 1910;
- Serviços integrados no Ministério do Fomento — entre 10 de outubro de 1910 e 16 de março de 1916;
- Serviços integrados no Ministério do Trabalho e Previdência Social — entre 16 de março de 1916 e 9 de maio de 1919

Entre 1919 e 2011, o cargo de ministro das Comunicações teve as seguintes designações:
- Ministro do Comércio e Comunicações — designação usada entre 9 de maio de 1919 e 5 de julho de 1932;
- Ministro das Obras Públicas e Comunicações — designação usada entre 5 de julho de 1932 e 4 de fevereiro de 1947;
- Ministro das Comunicações — designação usada entre 4 de fevereiro de 1947 e 16 de maio de 1974;
- Serviços integrados no Ministério do Equipamento Social e do Ambiente — entre 16 de maio de 1974 e 26 de março de 1975;
- Ministro dos Transportes e Comunicações — designação usada entre 26 de março de 1975 e 4 de setembro de 1981;
- Serviços integrados no Ministério da Habitação, Obras Públicas e Transportes — entre 4 de setembro de 1981 e 9 de junho de 1983;
- Serviços integrados no Ministério do Equipamento Social — entre 9 de junho de 1983 e 6 de novembro de 1985;
- Ministro das Obras Públicas, Transportes e Comunicações — designação usada entre 6 de novembro de 1985 e 28 de outubro de 1995;
- Serviços integrados no Ministério do Equipamento Social — entre 28 de outubro de 1995 e 15 de janeiro de 1996
- Serviços integrados no Ministério do Equipamento, do Planeamento e da Administração do Território — entre 15 de janeiro de 1996 e 25 de outubro de 1999;
- Serviços integrados no Ministério do Equipamento Social — entre 25 de outubro de 1999 e 6 de abril de 2002;
- Serviços integrados no Ministério das Obras Públicas, Transportes e Habitação — entre 6 de abril de 2002 e 17 de julho de 2004;
- Ministro das Obras Públicas, Transportes e Comunicações — entre 17 de julho de 2004 e 21 de junho de 2011;
- Serviços integrados no Ministério da Economia e Emprego — entre 21 de junho de 2011 e 24 de julho de 2013;
- Serviços integrados no Ministério das Infraestruturas e da Habitação — entre 18 de fevereiro de 2019 e 4 de janeiro de 2023;
- Serviços integrados no Ministério das Infraestruturas — entre 4 de janeiro de 2023 e a atualidade.

## Numeração
Para efeitos de contagem, regra geral, não contam os ministros interinos em substituição de um ministro vivo e em funções. Já nos casos em que o cargo é ocupado interinamente, mas não havendo um ministro efetivamente em funções, o ministro interino conta para a numeração. Os casos em que o ministro não chega a tomar posse não são contabilizados. Os períodos em que o cargo foi ocupado por órgãos coletivos também não contam na numeração desta lista.
São contabilizados os períodos em que o ministro esteve no cargo ininterruptamente, não contando se este serve mais do que um mandato consecutivo, e não contando ministros provisórios durante os respetivos mandatos. Ministros que sirvam em períodos distintos são, obviamente, distinguidos numericamente. No caso de Ernesto Navarro, cujo mandato é interrompido pelo do não empossado Jorge de Vasconcelos Nunes, sendo reconduzido no cargo no próprio dia, conta apenas como uma passagem pelo ministério.

## Lista
Legenda de cores
(para partidos e correntes políticas)
| Monarquia Constitucional (1834–1910)     | |                    |                         |                         |         |                                                                                   |
| #                                        | Pasta das Comunicações | Retrato            | Início do mandato       | Fim do mandato          | Governo | Governo                                                                           |
| –                                        | Serviços integrados no Ministério das Obras Públicas, Comércio e Indústria (ver: Lista de ministros das Obras Públicas de Portugal) |                    | 30 de agosto de 1852    | 5 de outubro de 1910    | ——      | ——                                                                                |
| Primeira República (1910–1926)           | |                    |                         |                         |         |                                                                                   |
| #                                        | Pasta das Comunicações | Retrato            | Início do mandato       | Fim do mandato          | Governo | Governo                                                                           |
| Governo Provisório (1910–1911)           | |                    |                         |                         |         |                                                                                   |
| –                                        | Serviços integrados no Ministério das Obras Públicas, Comércio e Indústria (ver: Lista de ministros das Obras Públicas de Portugal) |                    | 5 de outubro de 1910    | 10 de outubro de 1910   | ——      | ——                                                                                |
| –                                        | Serviços integrados no Ministério do Fomento (ver: Lista de ministros das Obras Públicas de Portugal) |                    | 10 de outubro de 1910   | 3 de setembro de 1911   | ——      | ——                                                                                |
| Governos Constitucionais (1911–1917)     | |                    |                         |                         |         |                                                                                   |
| –                                        | Serviços integrados no Ministério do Fomento (ver: Lista de ministros das Obras Públicas de Portugal) |                    | 4 de setembro de 1911   | 16 de março de 1916     | ——      | ——                                                                                |
| –                                        | Serviços integrados no Ministério do Trabalho e Previdência Social (ver: Lista de ministros do Trabalho de Portugal) |                    | 16 de março de 1916     | 8 de dezembro de 1917   | ——      | ——                                                                                |
| República Nova (1917–1918)               | |                    |                         |                         |         |                                                                                   |
| –                                        | Serviços integrados no Ministério do Trabalho e Previdência Social (ver: Lista de ministros do Trabalho de Portugal) |                    | 8 de dezembro de 1917   | 23 de dezembro de 1918  | ——      | ——                                                                                |
| Governos Constitucionais (1918–1926)     | |                    |                         |                         |         |                                                                                   |
| –                                        | Serviços integrados no Ministério do Trabalho e Previdência Social (ver: Lista de ministros do Trabalho de Portugal) |                    | 23 de dezembro de 1918  | 9 de maio de 1919       | ——      | ——                                                                                |
| #                                        | Ministro do Comércio e Comunicações (Nascimento–Morte) | Retrato            | Início do mandato       | Fim do mandato          | Governo | Governo                                                                           |
| 1                                        | Júlio Augusto do Patrocínio Martins (continuação) (1878–1922) |                    | 9 de maio de 1919       | 29 de junho de 1919     |         | XX Pereira                                                                        |
| 2                                        | Ernesto Júlio Navarro (1876–1938) |                    | 29 de junho de 1919     | 15 de janeiro de 1920   |         | XXI Sá Cardoso                                                                    |
| –                                        | Jorge de Vasconcelos Nunes (não empossado) (1878–1936) |                    | 15 de janeiro de 1920   | 15 de janeiro de 1920   |         | XXII Fernandes Costa (não empossado)                                              |
| –                                        | Ernesto Júlio Navarro (reconduzido) (1876–1938) |                    | 15 de janeiro de 1920   | 21 de janeiro de 1920   |         | XXI Sá Cardoso                                                                    |
| 3                                        | Jorge de Vasconcelos Nunes (1878–1936) |                    | 21 de janeiro de 1920   | 8 de março de 1920      |         | XXXIII Pereira                                                                    |
| 4                                        | Aníbal Lúcio de Azevedo (1876–1952) |                    | 8 de março de 1920      | 26 de junho de 1920     |         | XXIV Baptista (até 6 jun. 1920) Ramos Preto (desde 6 jun. 1920)                   |
| 5                                        | José Domingues dos Santos (1885–1958) |                    | 26 de junho de 1920     | 19 de julho de 1920     |         | XXV Silva                                                                         |
| 6                                        | Francisco Gonçalves Velhinho Correia (1882–1943) |                    | 19 de julho de 1920     | 20 de novembro de 1920  |         | XXVI Granjo                                                                       |
| 7                                        | António Joaquim Ferreira da Fonseca (1887–1937) |                    | 20 de novembro de 1920  | 23 de maio de 1921      |         | XXVII A. Castro                                                                   |
| 7                                        | António Joaquim Ferreira da Fonseca (1887–1937) | XXVIII Pinto       | 20 de novembro de 1920  | 23 de maio de 1921      |         |                                                                                   |
| 7                                        | António Joaquim Ferreira da Fonseca (1887–1937) | XXIX Machado       | 20 de novembro de 1920  | 23 de maio de 1921      |         |                                                                                   |
| 8                                        | António Joaquim Granjo (1881–1921) |                    | 23 de maio de 1921      | 10 de agosto de 1921    |         | XXX Barros Queirós                                                                |
| 9                                        | Francisco José de Meneses Fernandes Costa (1857–1925) |                    | 10 de agosto de 1921    | 12 de outubro de 1921   |         | XXX Barros Queirós                                                                |
| 9                                        | Francisco José de Meneses Fernandes Costa (1857–1925) | XXXI Granjo        | 10 de agosto de 1921    | 12 de outubro de 1921   |         |                                                                                   |
| 10                                       | António Augusto Curson (1873–1956) |                    | 12 de outubro de 1921   | 19 de outubro de 1921   |         |                                                                                   |
| 11                                       | António Pires de Carvalho (1864–1947) |                    | 19 de outubro de 1921   | 5 de novembro de 1921   |         | XXXII Coelho                                                                      |
| 12                                       | Vasco Borges (1882–1942) |                    | 5 de novembro de 1921   | 16 de dezembro de 1921  |         | XXXIII Maia Pinto                                                                 |
| 13                                       | Vitorino Máximo de Carvalho Guimarães (interino) (1876–1957) |                    | 16 de dezembro de 1921  | 22 de dezembro de 1921  |         | XXXIV Cunha Leal                                                                  |
| 14                                       | Nuno Simões (1894–1976) |                    | 22 de dezembro de 1921  | 6 de fevereiro de 1922  |         | XXXIV Cunha Leal                                                                  |
| 15                                       | Eduardo Alberto Lima Basto (1875–1942) |                    | 6 de fevereiro de 1922  | 26 de setembro de 1922  |         | XXXV Silva                                                                        |
| 16                                       | Vasco Borges (2.ª vez; interino até 30 de novembro) (1882–1942) |                    | 26 de setembro de 1922  | 7 de dezembro de 1922   |         | XXXV Silva                                                                        |
| 16                                       | Vasco Borges (2.ª vez; interino até 30 de novembro) (1882–1942) | XXXVI Silva        | 26 de setembro de 1922  | 7 de dezembro de 1922   |         |                                                                                   |
| 17                                       | Fernando Teixeira Homem de Brederode (1867–1939) |                    | 7 de dezembro de 1922   | 9 de janeiro de 1923    |         | XXXVII Silva                                                                      |
| 18                                       | João Teixeira de Queirós Vaz Guedes (1871–1926) |                    | 9 de janeiro de 1923    | 15 de novembro de 1923  |         | XXXVII Silva                                                                      |
| 19                                       | Pedro Góis Pita (1891–1974) |                    | 15 de novembro de 1923  | 18 de dezembro de 1923  |         | XXXVIII Ginestal Machado                                                          |
| 20                                       | António Joaquim Ferreira da Fonseca (2.ª vez) (1887–1937) |                    | 18 de dezembro de 1923  | 28 de fevereiro de 1924 |         | XXXIX A. Castro                                                                   |
| 21                                       | Nuno Simões (2.ª vez) (1894–1976) |                    | 28 de fevereiro de 1924 | 23 de junho de 1924     |         | XXXIX A. Castro                                                                   |
| 22                                       | Hélder Armando dos Santos Ribeiro (interino) (1883–1973) |                    | 23 de junho de 1924     | 6 de julho de 1924      |         | XXXIX A. Castro                                                                   |
| 23                                       | Henrique Sátiro Lopes Pires Monteiro (1882–1958) |                    | 6 de julho de 1924      | 22 de novembro de 1924  |         | XL Rodrigues Gaspar                                                               |
| 24                                       | Plínio Octávio de Santana e Silva (1890–1948) |                    | 22 de novembro de 1924  | 15 de fevereiro de 1925 |         | XLI Domingues dos Santos                                                          |
| 25                                       | Frederico António Ferreira de Simas (1872–1945) |                    | 15 de fevereiro de 1925 | 1 de julho de 1925      |         | XLII Guimarães                                                                    |
| 26                                       | Manuel Gaspar de Lemos (1887–1967) |                    | 1 de julho de 1925      | 1 de agosto de 1925     |         | XLIII Silva                                                                       |
| 27                                       | Nuno Simões (3.ª vez) (1894–1976) |                    | 1 de agosto de 1925     | 10 de dezembro de 1925  |         | XLIV Pereira                                                                      |
| 28                                       | Manuel Gaspar de Lemos (2.ª vez; interino) (1887–1967) |                    | 10 de dezembro de 1925  | 29 de maio de 1926      |         | XLIV Pereira                                                                      |
| 28                                       | Manuel Gaspar de Lemos (2.ª vez; interino) (1887–1967) | XLV Silva          | 10 de dezembro de 1925  | 29 de maio de 1926      |         |                                                                                   |
| Segunda República (1926–1974)            | |                    |                         |                         |         |                                                                                   |
| #                                        | Ministro do Comércio e Comunicações (Nascimento–Morte) | Retrato            | Início do mandato       | Fim do mandato          | Governo | Governo                                                                           |
| Ditadura Militar (1926–1928)             | |                    |                         |                         |         |                                                                                   |
| –                                        | Junta de Salvação Pública composta por: José Mendes Cabeçadas Júnior (Presidente) Armando Humberto da Gama Ochôa Jaime Pereira Rodrigues Baptista Carlos de Jesus Vilhena |                    | 29 de maio de 1926      | 30 de maio de 1926      |         | ——                                                                                |
| 29                                       | José Mendes Cabeçadas Júnior (interino até 1 de junho) (1883–1965) |                    | 30 de maio de 1926      | 3 de junho de 1926      |         | I Mendes Cabeçadas                                                                |
| –                                        | Ezequiel Pereira de Campos (interino; não empossado) (1874–1965) |                    | 3 de junho de 1926      | 5 de junho de 1926      |         | I Mendes Cabeçadas                                                                |
| –                                        | Adolfo César de Pina (não empossado) (1865–1943) |                    | 5 de junho de 1926      | 11 de junho de 1926     |         | I Mendes Cabeçadas                                                                |
| 30                                       | Abílio Augusto Valdez de Passos e Sousa (1881–1966) |                    | 11 de junho de 1926     | 29 de novembro de 1926  |         | I Mendes Cabeçadas                                                                |
| 30                                       | Abílio Augusto Valdez de Passos e Sousa (1881–1966) | II Gomes da Costa  | 11 de junho de 1926     | 29 de novembro de 1926  |         |                                                                                   |
| 30                                       | Abílio Augusto Valdez de Passos e Sousa (1881–1966) | III Carmona        | 11 de junho de 1926     | 29 de novembro de 1926  |         |                                                                                   |
| 31                                       | Júlio César de Carvalho Teixeira (1884–1959) |                    | 29 de novembro de 1926  | 26 de agosto de 1927    |         |                                                                                   |
| 32                                       | Artur Ivens Ferraz (1870–1933) |                    | 26 de agosto de 1927    | 9 de setembro de 1927   |         |                                                                                   |
| –                                        | Abílio Augusto Valdez de Passos e Sousa (interino) (1881–1966) |                    | 9 de setembro de 1927   | 13 de setembro de 1927  |         |                                                                                   |
| –                                        | Artur Ivens Ferraz (continuação) (1870–1933) |                    | 13 de setembro de 1927  | 5 de janeiro de 1928    |         |                                                                                   |
| 33                                       | Alfredo Augusto de Oliveira Machado e Costa (1870–1952) |                    | 5 de janeiro de 1928    | 18 de abril de 1928     |         |                                                                                   |
| Ditadura Nacional (1928–1933)            | |                    |                         |                         |         |                                                                                   |
| 34                                       | José Bacelar Bebiano (1894–1967) |                    | 18 de abril de 1928     | 11 de junho de 1928     |         | IV Freitas                                                                        |
| 35                                       | José Dias de Araújo Correia (1894–1978) |                    | 11 de junho de 1928     | 10 de novembro de 1928  |         | IV Freitas                                                                        |
| 36                                       | José Bacelar Bebiano (2.ª vez; interino) (1894–1967) |                    | 10 de novembro de 1928  | 19 de novembro de 1928  |         | V Freitas                                                                         |
| 37                                       | Eduardo Aguiar de Bragança (1888–1963) |                    | 19 de novembro de 1928  | 11 de janeiro de 1929   |         | V Freitas                                                                         |
| 38                                       | José Vicente de Freitas (interino) (1869–1952) |                    | 11 de janeiro de 1929   | 8 de julho de 1929      |         | V Freitas                                                                         |
| 39                                       | João Antunes Guimarães (1877–1951) |                    | 8 de julho de 1929      | 5 de julho de 1932      |         | VI Ivens Ferraz                                                                   |
| 39                                       | João Antunes Guimarães (1877–1951) | VII Oliveira       | 8 de julho de 1929      | 5 de julho de 1932      |         |                                                                                   |
| #                                        | Ministro das Obras Públicas e Comunicações (Nascimento–Morte) | Retrato            | Início do mandato       | Fim do mandato          | Governo | Governo                                                                           |
| 40                                       | Duarte José Pacheco (1900–1943) |                    | 5 de julho de 1932      | 11 de abril de 1933     |         | VIII Oliveira Salazar                                                             |
| Estado Novo (1933–1974)                  | |                    |                         |                         |         |                                                                                   |
| –                                        | Duarte José Pacheco (continuação) (1900–1943) |                    | 11 de abril de 1933     | 18 de janeiro de 1936   |         | I Oliveira Salazar                                                                |
| 41                                       | Joaquim José de Andrade e Silva Abranches (1888–1939) |                    | 18 de janeiro de 1936   | 23 de maio de 1938      |         | II Oliveira Salazar                                                               |
| –                                        | Manuel Rodrigues Júnior (interino) (1889–1946) |                    | 23 de maio de 1938      | 25 de maio de 1938      |         | II Oliveira Salazar                                                               |
| 42                                       | Duarte José Pacheco (2.ª vez) (1900–1943) |                    | 25 de maio de 1938      | 16 de novembro de 1943  |         | II Oliveira Salazar                                                               |
| –                                        | Cargo vago |                    | 16 de novembro de 1943  | 18 de novembro de 1943  |         | II Oliveira Salazar                                                               |
| 43                                       | João Pinto da Costa Leite "Lumbrales" (interino) (1905–1975) |                    | 18 de novembro de 1943  | 6 de setembro de 1944   |         | II Oliveira Salazar                                                               |
| 44                                       | Augusto Cancela de Abreu (1895–1965) |                    | 6 de setembro de 1944   | 4 de fevereiro de 1947  |         | II Oliveira Salazar                                                               |
| #                                        | Ministro das Comunicações (Nascimento–Morte) | Retrato            | Início do mandato       | Fim do mandato          |         | II Oliveira Salazar                                                               |
| 45                                       | Manuel Gomes de Araújo (1897–1982) |                    | 4 de fevereiro de 1947  | 4 de janeiro de 1956    |         | II Oliveira Salazar                                                               |
| 46                                       | Marcelo José das Neves Alves Caetano (interino) (1906–1980) |                    | 4 de janeiro de 1956    | 1 de fevereiro de 1956  |         | II Oliveira Salazar                                                               |
| 47                                       | Manuel Gomes de Araújo (2.ª vez) (1897–1982) |                    | 1 de fevereiro de 1956  | 14 de agosto de 1958    |         | II Oliveira Salazar                                                               |
| 48                                       | Carlos Gomes da Silva Ribeiro (1914–n/d) |                    | 14 de agosto de 1958    | 19 de agosto de 1968    |         | II Oliveira Salazar                                                               |
| 49                                       | José Albino Machado Vaz (interino) (1903–1973) |                    | 19 de agosto de 1968    | 28 de agosto de 1968    |         | II Oliveira Salazar                                                               |
| 50                                       | José Estêvão Abranches Couceiro do Canto Moniz (1912–n/d) |                    | 28 de agosto de 1968    | 27 de março de 1969     |         | II Oliveira Salazar                                                               |
| 50                                       | José Estêvão Abranches Couceiro do Canto Moniz (1912–n/d) | III Caetano        | 28 de agosto de 1968    | 27 de março de 1969     |         |                                                                                   |
| 51                                       | Fernando Alberto de Oliveira (1917–1992) |                    | 27 de março de 1969     | 15 de janeiro de 1970   |         |                                                                                   |
| 52                                       | Rui Alves da Silva Sanches (1919–2009) |                    | 15 de janeiro de 1970   | 25 de abril de 1974     |         |                                                                                   |
| Terceira República (1974–presente)       | |                    |                         |                         |         |                                                                                   |
| #                                        | Ministério das Comunicações (Nascimento–Morte) | Retrato            | Início do mandato       | Fim do mandato          | Governo | Governo                                                                           |
| Junta de Salvação Nacional (1974)        | |                    |                         |                         |         |                                                                                   |
| –                                        | Junta de Salvação Nacional composta por: António Sebastião Ribeiro de Spínola (Presidente) Francisco da Costa Gomes Jaime Silvério Marques Manuel Diogo Neto Carlos Galvão de Melo José Baptista Pinheiro de Azevedo António Alva Rosa Coutinho                                      |                    | 25 de abril de 1974     | 16 de maio de 1974      |         | ——                                                                                |
| #                                        | Pasta das Comunicações (Nascimento–Morte) | Retrato            | Início do mandato       | Fim do mandato          | Governo | Governo                                                                           |
| Governos Provisórios (1974–1976)         | |                    |                         |                         |         |                                                                                   |
| –                                        | Serviços integrados no Ministério do Equipamento Social e do Ambiente (ver: Lista de ministros das Obras Públicas de Portugal e Lista de ministros do Ambiente de Portugal) |                    | 16 de maio de 1974      | 26 de março de 1975     | ——      | ——                                                                                |
| #                                        | Ministro dos Transportes e Comunicações (Nascimento–Morte) | Retrato            | Início do mandato       | Fim do mandato          | Governo | Governo                                                                           |
| 53                                       | Álvaro Augusto Veiga de Oliveira (1929–2006) |                    | 26 de março de 1975     | 8 de agosto de 1975     |         | IV Prov. Gonçalves                                                                |
| 54                                       | Henrique Manuel Araújo de Oliveira Sá (interino) (1919–2020) |                    | 8 de agosto de 1975     | 19 de setembro de 1975  |         | V Prov. Gonçalves                                                                 |
| 55                                       | Walter Ruivo Pinto Gomes Rosa (1919–2017) |                    | 19 de setembro de 1975  | 6 de janeiro de 1976    |         | VI Prov. Pinheiro de Azevedo                                                      |
| 56                                       | José Augusto Fernandes (n/d–n/d) |                    | 6 de janeiro de 1976    | 23 de julho de 1976     |         | VI Prov. Pinheiro de Azevedo                                                      |
| Governos Constitucionais (1976-Presente) | |                    |                         |                         |         |                                                                                   |
| 57                                       | Emílio Rui da Veiga Peixoto Vilar (1939–) |                    | 23 de julho de 1976     | 30 de janeiro de 1978   |         | I Soares                                                                          |
| 58                                       | Manuel Branco Ferreira Lima (1938–2001) |                    | 30 de janeiro de 1978   | 29 de agosto de 1978    |         | II Soares                                                                         |
| 59                                       | Amílcar José de Gouveia Marques (1917–1982) |                    | 29 de agosto de 1978    | 22 de novembro de 1978  |         | III Nobre da Costa                                                                |
| 60                                       | José Ricardo Marques da Costa (1932–) |                    | 22 de novembro de 1978  | 1 de agosto de 1979     |         | IV Mota Pinto                                                                     |
| 61                                       | Frederico Alberto Monteiro da Silva (1925–) |                    | 1 de agosto de 1979     | 3 de janeiro de 1980    |         | V Pintasilgo                                                                      |
| 62                                       | José Carlos Pinto Soromenho Viana Baptista (1931–2004) |                    | 3 de janeiro de 1980    | 4 de setembro de 1981   |         | VI Sá Carneiro (até 4 dez. 1980) Freitas do Amaral (desde 4 dez. 1980) (interino) |
| 62                                       | José Carlos Pinto Soromenho Viana Baptista (1931–2004) | VII Pinto Balsemão | 3 de janeiro de 1980    | 4 de setembro de 1981   |         |                                                                                   |
| #                                        | Pasta das Comunicações | Retrato            | Início do mandato       | Fim do mandato          | Governo | Governo                                                                           |
| –                                        | Serviços integrados no Ministério da Habitação, Obras Públicas e Transportes (ver: Lista de ministros da Habitação de Portugal, Lista de ministros das Obras Públicas de Portugal e Lista de ministros dos Transportes de Portugal)                                                  |                    | 4 de setembro de 1981   | 9 de junho de 1983      | ——      | ——                                                                                |
| –                                        | Serviços integrados no Ministério do Equipamento Social (ver: Lista de ministros das Obras Públicas de Portugal) |                    | 9 de junho de 1983      | 6 de novembro de 1985   | ——      | ——                                                                                |
| #                                        | Ministro das Obras Públicas, Transportes e Comunicações (Nascimento–Morte) | Retrato            | Início do mandato       | Fim do mandato          | Governo | Governo                                                                           |
| 63                                       | João Maria Leitão de Oliveira Martins (1934–2011) |                    | 6 de novembro de 1985   | 24 de abril de 1990     |         | X Cavaco Silva                                                                    |
| 63                                       | João Maria Leitão de Oliveira Martins (1934–2011) | XI Cavaco Silva    | 6 de novembro de 1985   | 24 de abril de 1990     |         |                                                                                   |
| 64                                       | Joaquim Martins Ferreira do Amaral (1945–) |                    | 24 de abril de 1990     | 28 de outubro de 1995   |         | XI Cavaco Silva                                                                   |
| 64                                       | Joaquim Martins Ferreira do Amaral (1945–) | XII Cavaco Silva   | 24 de abril de 1990     | 28 de outubro de 1995   |         |                                                                                   |
| #                                        | Pasta das Comunicações | Retrato            | Início do mandato       | Fim do mandato          | Governo | Governo                                                                           |
| –                                        | Serviços integrados no Ministério do Equipamento Social (ver: Lista de ministros das Obras Públicas de Portugal) |                    | 28 de outubro de 1995   | 15 de janeiro de 1996   | ——      | ——                                                                                |
| –                                        | Serviços integrados no Ministério do Equipamento, do Planeamento e da Administração do Território (ver: Lista de ministros das Obras Públicas de Portugal, Lista de ministros do Plano e do Planeamento de Portugal e Lista de ministros da Administração do Território de Portugal) |                    | 15 de janeiro de 1996   | 25 de outubro de 1999   | ——      | ——                                                                                |
| –                                        | Serviços integrados no Ministério do Equipamento Social (ver: Lista de ministros das Obras Públicas de Portugal) |                    | 25 de outubro de 1999   | 6 de abril de 2002      | ——      | ——                                                                                |
| –                                        | Serviços integrados no Ministério das Obras Públicas, Transportes e Habitação (ver: Lista de ministros das Obras Públicas de Portugal, Lista de ministros dos Transportes de Portugal e Lista de ministros da Habitação de Portugal)                                                 |                    | 6 de abril de 2002      | 17 de julho de 2004     | ——      | ——                                                                                |
| #                                        | Ministro das Obras Públicas, Transportes e Comunicações (Nascimento–Morte) | Retrato            | Início do mandato       | Fim do mandato          | Governo | Governo                                                                           |
| 65                                       | António Luís Guerra Nunes Mexia (1957–) |                    | 17 de julho de 2004     | 12 de março de 2005     |         | XVI Santana Lopes                                                                 |
| 66                                       | Mário Lino Soares Correia (1940–) |                    | 12 de março de 2005     | 26 de outubro de 2009   |         | XVII Sócrates                                                                     |
| 67                                       | António Augusto da Ascenção Mendonça (1954–) |                    | 26 de outubro de 2009   | 21 de junho de 2011     |         | XVIII Sócrates                                                                    |
| #                                        | Pasta das Comunicações | Retrato            | Início do mandato       | Fim do mandato          | Governo | Governo                                                                           |
| –                                        | Serviços integrados no Ministério da Economia e do Emprego (ver: Lista de ministros da Economia de Portugal e Lista de ministros do Trabalho de Portugal) |                    | 21 de junho de 2011     | 24 de julho de 2013     | ——      | ——                                                                                |
| –                                        | Serviços integrados no Ministério da Economia (ver: Lista de ministros da Economia de Portugal) |                    | 24 de julho de 2013     | 26 de novembro de 2015  | ——      | ——                                                                                |
| –                                        | Serviços integrados no Ministério do Planeamento e das Infraestruturas (ver: Lista de ministros do Plano e do Planeamento de Portugal e Lista de ministros das Obras Públicas de Portugal)                                                                                           |                    | 26 de novembro de 2015  | 18 de fevereiro de 2019 | ——      | ——                                                                                |
| –                                        | Serviços integrados no Ministério das Infraestruturas e da Habitação (ver: Lista de ministros das Obras Públicas de Portugal e Lista de ministros da Habitação de Portugal) |                    | 18 de fevereiro de 2019 | 4 de janeiro de 2023    | ——      | ——                                                                                |
| –                                        | Serviços integrados no Ministério das Infraestruturas (ver: Lista de ministros das Infraestruturas de Portugal) |                    | 4 de janeiro de 2023    | presente                | ——      | ——                                                                                |